# 納谷嘉信
納谷嘉信（なやたに よしのぶ、1927年- 2009年5月29日）は大阪電気通信大学名誉教授。兵庫県出身。色彩学の広範な研究分野で多大な功績を残したことで知られる。
1951年、大阪大学工学部電気工学科を卒業。1961年、大阪大学で工学博士を取得。
1984年から1986年の間、日本色彩学会の会長を務めた。1997年に日本で開催された第8回国際色彩学会（AIC）の京都大会では組織委員長を務めた。

## 業績
- 色温度計の制作と実用
- Donaldson Colorimeterの校正とCIE 1964 等色関数への貢献
- 色の対比効果の予測。各種無彩色及び有彩色背景上の、中心物体色の色の見え変化の実験と、その予測研究
- 各スペクトル光に対する視覚誘発脳波の分析
- 昼光シミュレータの評価法の研究
- 観測者メタメリズムの研究
- 色順応の実験とモデルの開発
- 色の見えモデルの開発と各種観測実験結果への適用
- ヘルムホルツ・コールラウシュ効果（英語版）の実験と予測。AC法とVCC法の差の発見
- 物体色の色知覚属性、およびへリングの反対色理論の一部修正への提案

## 受賞歴
- 1966年、第12回照明学会賞を受賞[2]
- 1983年、「道路標識用再帰性反射材料の反射性測定法の開発とその実用化」によって第2回日本照明賞を受賞[3]
- 1985年、デミング賞本賞
- 1986年、スガウェザリング技術振興財団　科学技術賞(個人) -測色用標準光源及び色の見えの評価の研究[4]
- 1986年、「色順応効果の予測に関する研究」によって第5回日本照明賞を受賞[3]
- 1993年、国際色彩学会（AIC）よりジャッド賞を受賞[5]
- 1997年、勲4等瑞宝章
- 1998年、日本色彩学会賞
- 2002年、スガウェザリング技術振興財団　特別技術功労賞 -色彩学の標準偏差と視感[4]

## 著書
- 『産業色彩学』1980年4月、朝倉書店
- 『TQC推進のための方針管理:新QC七つ道具を活用して』1982年8月、日科技連出版社
- 『営業のTQCへの挑戦:独創と実践』1986年7月、日科技連出版社
- 『おはなし新QC七つ道具』1987年4月、日本規格協会
- 『TQCの知恵を活かす営業活動:人材育成から仕組みの構築へ』1991年4月、日科技連出版社
- 『創造的魅力商品の開発:TQMの新たな展開』1997年7月、日科技連出版社（諸戸脩三、中村泰三との共著）